# Louis Comfort Tiffany (Sorolla)
Louis Comfort Tiffany és una pintura a l'oli sobre llenç realitzada per Joaquim Sorolla i Bastida que representa l'artista dels Estats Units Louis Comfort Tiffany. La pintura executada el 1911 s'exhibeix a la Hispanic Society of America a Nova York.

## Història
Sorolla va viatjar als Estats Units el 1905 i el 1909 per realitzar dues exposicions que li van valer un triomf. Louis Tiffany sembla haver escollit el seu pintor durant la segona exposició, en 1909, però no va ser fins que Sorolla va tornar novament als Estats Units que va poder atendre la seva petició. Va ser el 1911, durant un viatge per un encàrrec de la Hispanic Society of America, quan va tornar a Amèrica i va pintar aquest quadre als jardins de propietat del seu model.
Durant anys, el quadre es va exhibir a uns passos del jardí on es va pintar Laurelton Hall, abans que la família Tiffany fes donació a la Hispanic Society. Aquest és un dels més espectaculars dels 54 retrats pintats per Sorolla als Estats Units.